# Rătăcitori printre stele
Rătăcitori printre stele (engleză Rogue Ship) este un roman științifico-fantastic scris de A. E. van Vogt care a fost publicat prima oară în 1965.
Romanul se bazează pe trei povestiri:
- Centarus II, prima oară publicată în Astounding Science-Fiction, 1947
- Rogue Ship, prima oară publicată în Super Science Stories, 1950
- The Expendables, prima oară publicată în if Worlds of Science Fiction, 1963

## Povestea

Coperta ediției americane din 1975

Centaurul este destinația navei spațiale, The Hope of Man (Speranța Omului). Acesta a călătorit prin spațiul cosmic  aproape douăzeci de ani și mai are încă nouă ani de zbor până să ajungă în sistemul Centaur. Pentru mulți membri ai navei, Pământul a devenit o amintire vagă, în timp ce pentru alții este doar un punct în infinitul de planete și stele din spațiu. Neliniștea s-a instaurat în întreaga navă, oamenii doresc să se întoarcă într-un loc despre care știu că este locuit - și nu să continue spre un loc necunoscut unde nu știu dacă viața este posibilă. Revolta pare inevitabilă. Căpitanul Lesbee (ofițerul principal al navei) știe ca răzvrătirea naște răzvrătire, dar, cel mai important, el știe că Pământul a fost distrus și nu mai există. Singura speranță este în sistemul Centaur. Acum, mai mult ca niciodată, nu mai există nicio cale de întoarcere.
Ordinea trebuie să fie menținută chiar și cu prețul vieții umane. După ce ajung în sistemul Centaur și își dau seama că este nepotrivit vieții, nava The Hope of Man se îndreaptă spre următoarea destinație, sistemul Alta. Nava lor în acest moment nu este în stare să atingă viteza luminii și este nevoie de zeci de ani să călătorească până acolo. După ce ajung în acest sistem, după mai multe revolte și trădări, căpitanul navei The Hope of Man este acum căpitanul Browne, un descendent al căpitanului Lesbee. Începe să orbiteze în jurul planetei Alta III în căutarea unei planete unde să poată locui oamenii, dar găsesc planeta deja locuită și sunt atacați de către locuitorii acesteia. În tot acest timp are loc o luptă pentru putere între diferite grupuri. Controlul navei trece rapid de la un personaj la altul până la sosirea proprietarului navei, Avil Hewitt. Romanul se încheie cu Hewitt la conducerea navei în timp ce acesta găsește numeroase planete locuibile. 

## Tehnologia
Nava Speranța omului călătorește cu viteze subluminice prin spațiu, ceea ce face ca la bordul ei să se perinde mai multe generații de oameni. Totuși, odată cu întâlnirea cu roboții unei rase extraterestre, motoarele navei sunt reglate astfel încât ele să poată atinge performanțe necunoscute până atunci. Unul dintre efecte îl constituie modificarea vitezei de zbor astfel încât diferența dintre accelerația navei și gravitația la bord să producă 1 g. Un alt efect îl constituie depășirea vitezei luminii, ceea ce face ca nava să reapară în sistemul solar deși se află la ani-lumină distanță. Pământenii reușesc cu greu să urce la bordul ei, dar toate lucrurile și persoanele de acolo le apar distorsionate, cu proporții anormale; pe de altă parte, membrii echipajului nu îi pot vedea pe vizitatori.

## Vezi și
- 1965 în științifico-fantastic